# Emilia Eysymont
Emilia z Terleckich Eysymont (ur. ok. 1825, zm. 9 listopada 1900) – poetka, pisarka, współpracowniczka warszawskich "Kłosów".

## Życiorys
Urodziła się w powiecie owruckim na Ukrainie w znanej rodzinie szlacheckiej Terleckich. Poślubiła (zapewne przed rokiem 1846) Szymona Eysymonta z Wielkiej Czrnihówki (potomka Kazimierza Eysymonta, podczaszego orszańskiego). Wraz z mężem zamieszkała w Wielkiej Czernihówce, tam też urodzili się jej synowie Antoni, Franciszek i Wacław. 

## Twórczość
Zapewne pierwsze próby literackie podejmowała we wczesnej młodości. Z "Kłosami" nawiązała współpracę ok. 1866 roku. Korespondowała z Kazimierzem Wóycickim i Aleksandrem Grozą. Niewątpliwie właśnie Wóycicki umożliwił jej debiut literacki w Warszawie. Za jego też protekcją wystawiono dramat "Zachwycenie i Uczucie". Większość jednak jej prac pozostała w rękopisach. Staraniem syna Franciszka, opowiadanie "Dobry uczynek" ukazało się w pracy zbiorowej "Co Bóg dał" (1872).
Już po śmierci autorki ukazała się rozprawa filozoficzna "Dwie siły", z przedmową syna Franciszka.
Zmarła 9 listopada 1900 roku i została pochowana w Wielednikach (niegdyś powiat owrucki).

## Spis utworów
- Dobry Uczynek
- Dwie Siły
- Figielki Ewy
- Ona – piękna!...
- Pragnienie Szczęścia
- Wbrew Przesądom
- Wspomnienia dziecinne z czasów powstania 1831 r.
- Zachwycenie i Uczucie